# US Livorno 1915
Unione Sportiva Livorno 1915 – włoski klub piłkarski z siedzibą w mieście Livorno, założony w 1915 roku, obecnie grający w rozgrywkach Serie C.

## Historia
Piłkarski klub Unione Sportiva Livorno został założony w Livorno 14 lutego 1915 roku w wyniku fuzji lokalnych klubów Virtus Juventusque i SPES Livorno. Po raz pierwszy we włoskiej ekstraklasie klub zagrał w 1929 roku. Do Serie B spadł dopiero 20 lat później, a na powrót do najwyższej klasy rozgrywek we Włoszech czekał ponad pół wieku, kiedy to zajmując drugie miejsce w drugiej lidze, awansował do Serie A w 2004 roku. Nic nie wskazywało wówczas na to, że klub utrzyma się w Serie A, jednak zakończył sezon, zajmując dobre 9. miejsce w końcowej tabeli. Królem strzelców sezonu został wówczas napastnik „Amaranto” – Cristiano Lucarelli. Największym osiągnięciem Livorno jest wicemistrzostwo Włoch w 1943 roku, po rywalizacji z zespołem Torino FC.
W sezonie 2020/2021 klub zajął ostatnie miejsce w Serie C, co spowodowało jego relegację do Serie D. Z powodu bankructwa klub nie otrzymał licencji na udział w tych rozgrywkach w kolejnym sezonie. Zamiast tego, przystąpił do rozgrywek Eccellenza pod nazwą Unione Sportiva Livorno 1915.

## Sukcesy
- Wicemistrzostwo Włoch: 1943
- Awans do Serie A: 2012/2013

## Kibice
Zwolennicy Livorno są dobrze znani ze swoich lewicowy poglądów, co wiąże się z socjalistyczną oraz komunistyczną historią miasta. Ideologia prezentowana przez kibiców często stanowi powód gwałtownych starć z przeciwnymi grupami zwolenników prawicy, zwłaszcza z S.S. Lazio i Hellas Verona. Były napastnik Lazio, Paolo Di Canio, podczas jednego z meczów z Livorno wykonał w stronę kibiców swojej drużyny salut rzymski, co spowodowało wysokie napięcie pomiędzy obiema grupami.
Kibice AS Livorno Calcio utrzymują dobre stosunki z Olympique Marsylia oraz AEK Athens. Mają też powiązania z Adana Demirspor (Şimşekler) i Celtic.
Jednym z fanów klubu był urodzony w Livorno premier i prezydent Włoch – Carlo Azeglio Ciampi.

## Europejskie puchary
Legenda do wszystkich tabel:
- Q – runda eliminacyjna, 1/16, 1/8, 1/4, 1/2 – odpowiednia faza rozgrywek, Grupa – runda grupowa, 1r gr – pierwsza runda grupowa, 2r gr – druga runda grupowa, F – finał, R – runda, PO – play-off
- k. – rzuty karne, los. – losowanie, Dogr. – dogrywka, w. – zasada bramek strzelonych na wyjeździe

| Sezon   | Rozgrywki   | Runda   | Przeciwnik      | Dom | Wyjazd | Ogólnie    |
| ------- | ----------- | ------- | --------------- | --- | ------ | ---------- |
| 2006/07 | Puchar UEFA | 1R      | Austria Kärnten | 2–0 | 1–0    | 3–0        |
| 2006/07 | Puchar UEFA | Grupa A | Rangers         | 2–3 |        | 3. miejsce |
| 2006/07 | Puchar UEFA | Grupa A | FK Partizan     |     | 1–1    | 3. miejsce |
| 2006/07 | Puchar UEFA | Grupa A | Maccabi Hajfa   | 1–1 |        | 3. miejsce |
| 2006/07 | Puchar UEFA | Grupa A | AJ Auxerre      |     | 1–0    | 3. miejsce |
| 2006/07 | Puchar UEFA | 1/16    | RCD Espanyol    | 0–2 | 1–2    | 1–4        |